# Ihor Korobtjynskyj
Ihor Oleksijovytj Korobtjynskyj (ukrainska: Іго́р Олексі́йович Коробчи́нський), född 16 augusti 1969 i Lugansk, Ukrainska SSR, Sovjetunionen, är en ukrainsk gymnast.
Korobtjynskyj tog OS-guld i lagmångkampen och OS-brons i barr i samband med de olympiska gymnastiktävlingarna 1992 i Barcelona.
Korobtjynskyj tog OS-brons i lagmångkampen i samband med de olympiska gymnastiktävlingarna 1996 i Atlanta.